# Suhpalacsa orsedice
Suhpalacsa orsedice är en insektsart som beskrevs av Banks 1914. Suhpalacsa orsedice ingår i släktet Suhpalacsa och familjen fjärilsländor. Inga underarter finns listade i Catalogue of Life.